# Thuiaria diffusa
Thuiaria diffusa is een hydroïdpoliep uit de familie Sertulariidae. De poliep komt uit het geslacht Thuiaria. Thuiaria diffusa werd in 1885 voor het eerst wetenschappelijk beschreven door Allman. 